# نشان رسمی قزاقستان
نشان رسمی جمهوری قزاقستان که در سال ۱۹۹۲ میلادی به عنوان نشان رسمی این کشور انتخاب شد. شکل دایره ای آن نشان زندگی و جاودانگی است، شنیراک نشان خوب بودن خانواده و صلح است و نشان دارای دو رنگ زرد و آبی است زرد رنگ نور و نشان آینده روشن مردم قزاقستان و آبی رنگ آسمان و نشان اشتیاق به صلح و وحدت مردم قزاقستان است و در زیر آن هم نام قزاقستان نوشته شده است این نشان جایگزین نشان رسمی جمهوری سوسیالیستی قزاقستان شوروی (۱۹۳۶–۱۹۹۱) گردید.

## نگارخانه

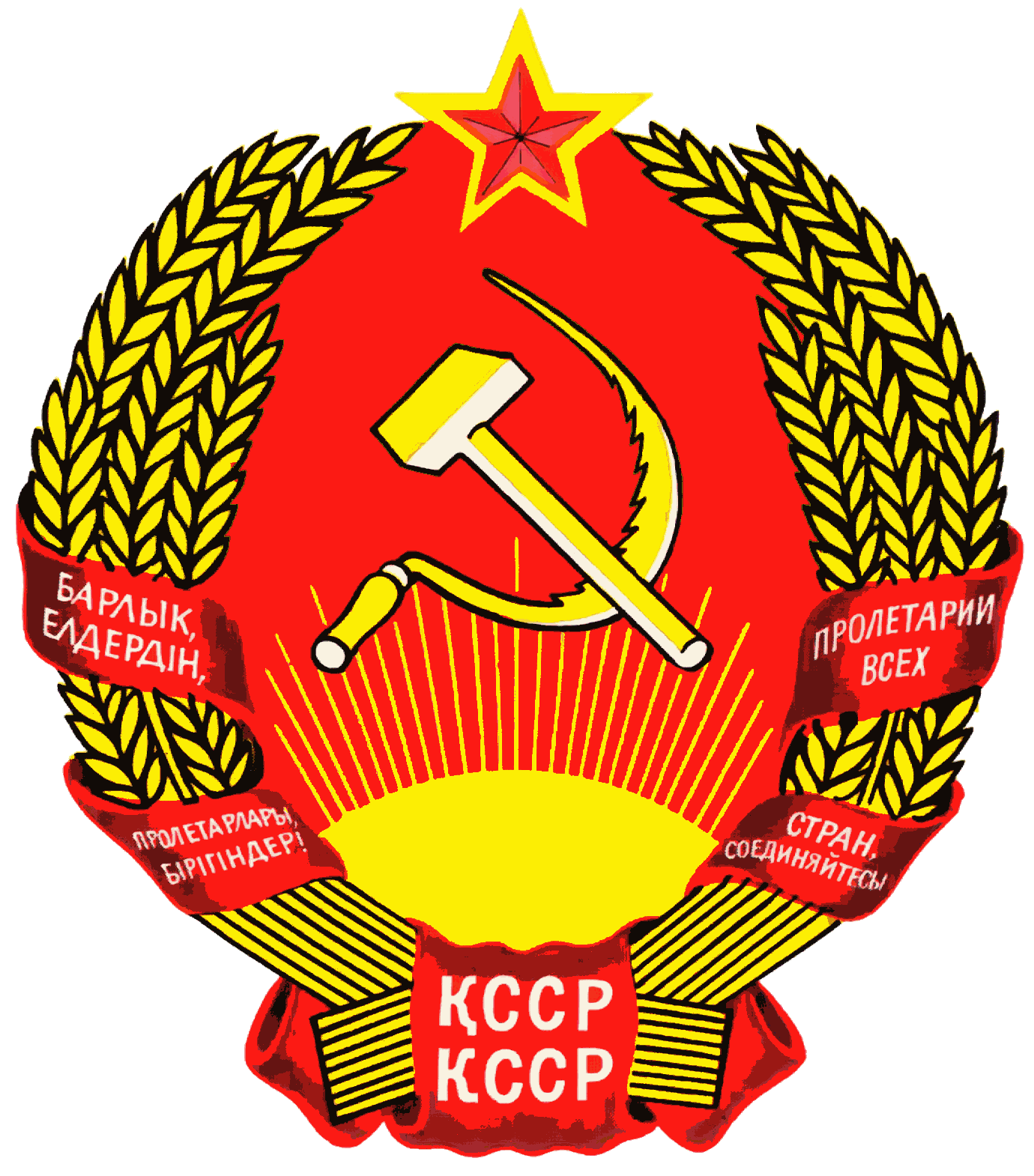
نشان رسمی جمهوری سوسیالیستی قزاقستان شوروی
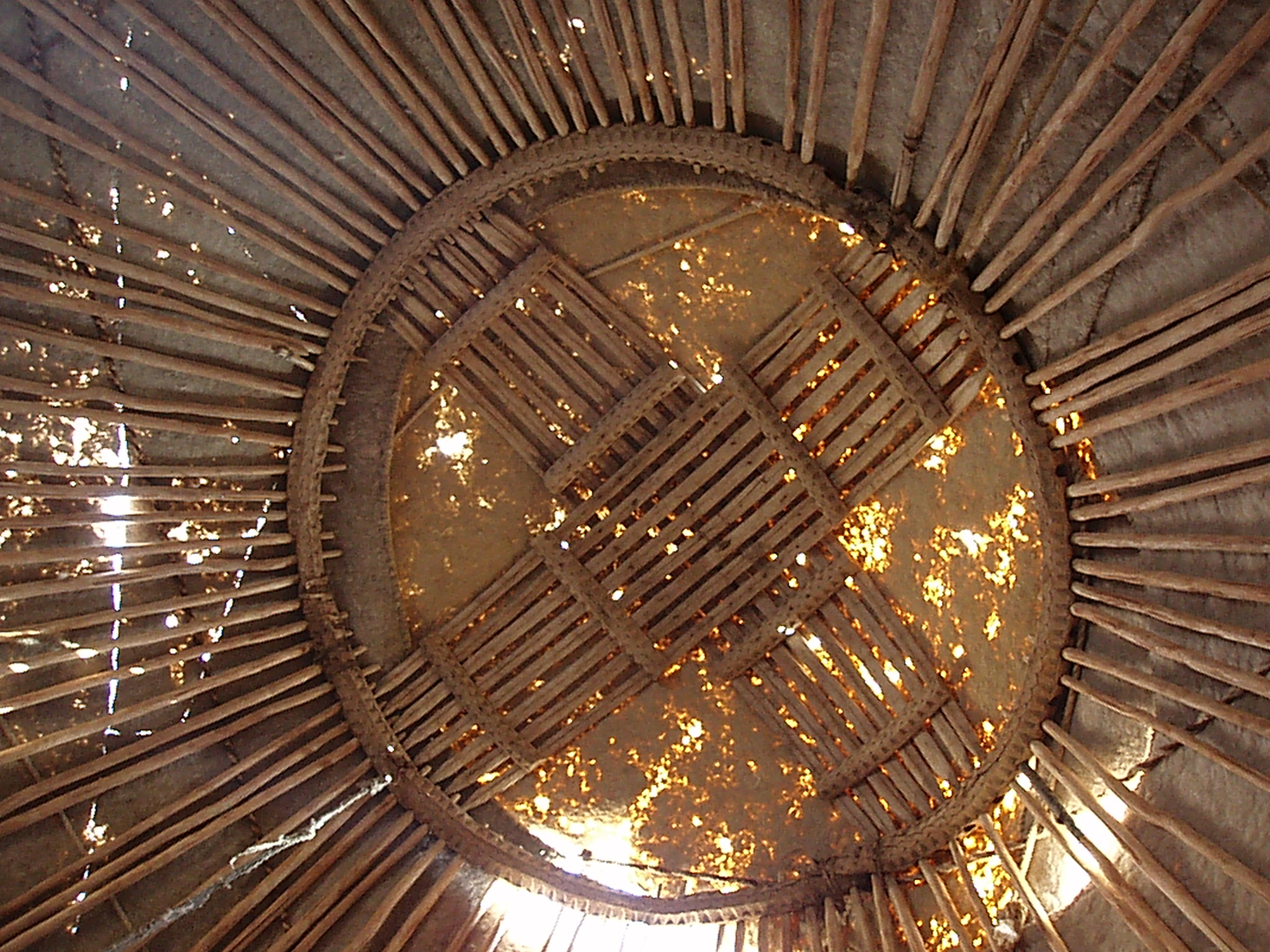
تصویری از یک شنیراک